# عمير بن معبد
عمير بن معبد بن الأزعر بن زيد بن العطاف الأوسي الأنصاري صحابي جليل من قبيلة الأوس من الأنصار شهد مع النبي محمد ﷺ غزوة بدر وغزوة أحد وغزوة الخندق والمشاهد كُلها.